# Route nationale 796
La route nationale 796 ou RN 796 était une route nationale française reliant Combourg à Tremblay. À la suite de la réforme de 1972, elle a été déclassée en RD 796.

## Ancien tracé de Combourg à Tremblay (D 796)
- Combourg
- Trémeheuc
- Bazouges-la-Pérouse
- Tremblay